# Mielichhoferia demissa
Mielichhoferia demissa är en bladmossart som beskrevs av C. Müller 1858. Mielichhoferia demissa ingår i släktet kismossor, och familjen Bryaceae. Inga underarter finns listade i Catalogue of Life.